# Juan Hernández (judoka)
Juan Hernández (25 de enero de 1997) es un deportista colombiano que compite en judo. Ganó dos medallas de bronce en el Campeonato Panamericano de Judo, en los años 2023 y 2024.

## Palmarés internacional
| Campeonato Panamericano | Campeonato Panamericano | Campeonato Panamericano | Campeonato Panamericano |
| Año                     | Lugar                   | Medalla                 | Categoría               |
| ----------------------- | ----------------------- | ----------------------- | ----------------------- |
| 2023                    | Calgary (Canadá)        | Medalla de bronce       | –66 kg                  |
| 2024                    | Río de Janeiro (Brasil) | Medalla de bronce       | –66 kg                  |